# Криминологија
Криминологија је научна дисциплина о природи, обиму, узроцима, последицама, контроли и превенцији криминалног понашања, и на индивидуалном и на друштвеном нивоу. Она је међудисциплинарно поље друштвених и бихевиоралних наука, а посебно је изучавају социолози, психолози, психијатри, социјални антрополози и студенти права.
Термин криминологија први је употребио италијански професор права Рафаел Гарофало 1885. године - criminologia. Касније је француски антрополог Паул Топинард искористио француски назив criminologie.

## Школа мисли
Средином 18. века криминологија се јавља тако што су социјални филозофи размишљали о злочину и концепту права. Временом се развило неколико школа мисли. У раној криминалистичкој теорији три главне школе су обухватиле период од средине 18. века до средине 20. века: Класична, Позитивна и Чикашка. Ове школе су потиснуте од стране неколико савремених парадигми о криминологији, као што су супкултуролошка, контролна, криминологија напрезања, обележавања, критичка криминологија, културолошка криминологија, постмодерна криминологија, феминистичка криминологија и друге.

### Класична школа
Класична школа, која се развила средином осамнаестог века, базирала се на утилитаристичкој филозофији. Чезаре Бекарија аутор дела О злочинима и казнама (1763-63), Џереми Бентам и други филозофи класичне школе сматрали су да:
1. људи имају слободну вољу да поступају по сопственом нахођењу.
2. Одвраћање се заснива на мишљењу о човеку као о „ хедонисти" који тражи задовољство и избегава бол и као о „ рационалном калкулатору" који мери цене и користи последица сваког чина. Тако игнорише могућност ирационалног и несвесног мотиватора.
3. Казна (довољно оштра) може одвратити људе од злочина, зато што цена превазилати корист, а оштрина казне би требало да буде пропорционална злочину.[2]
4. Што је казна извеснија и бржа, одвраћање од злочина је ефективније.

Класична школа је настала отприлике у доба велике реформе пенологије, када су се затвори развили као форма кажњавања. Такође, у овом периоду десиле су се многе правне реформе, попут Француске револуције и развоја правног система у Сједињеним Америчким Државама.

### Позитивна школа
Позитивна школа претпоставља да узроци криминалном понашању леже унутрашњим и спољашњим факторима који су ван контроле појединца. Овај научни метод је уведен и примењиван за истраживање људског понашања. Позитивизам се може поделити на биолошки, психолошки и социолошки позитивизам.
Италијанска школа
Чезаре Ломброзо (1835-1909), италијански социолог који је радио крајем деветнаестог века, се понекад сматра оцем криминологије. Допринео је биолошком позитивизму и основао Италијанску школу криминологије. Заговарао је научни прилаз, инсистирао на емпиријским доказима за изучавање злочина. Сматра се оснивачем криминолошке антропологије, говорио је да физиолошке особине, попут мерења нечијих јагодичних костију или линије косе или расцепа непца могу указивати на примитивне криминолошке тенденције. Овакав прилаз, на који су утицале ранија теорија о френологији и Дарвинова теорија еволуције, био је потиснут. Енрико Фери, Ломбросов ученик, веровао је да социолошки и биолошки фактори имају једнаку улогу и сматрао је да криминалци не би требало да буду одговорни када су фактори који их наводе на криминал ван њихове контроле. Криминолози су одавно одбацили Ломбросове биолошке теорије.
Социолошки позитивизам
Социолошки позитивизам наводи да социјални фактори, попут сиромаштва, чланства супкултуре или ниски нивои едукације могу предиспонирати људе да врше злочин. Адолф Кетлет створио је коришћење података и статистичке анализе да добије увид у везе између злочина и социолошких фактора. Сазнао је да су године, пол, сиромаштво, едукација и коришћење алкохола битни фактори повезани са злочином. Росон Росон је користио криминалистичке анализе да повеже густину насељености и стопу криминала са препуним градовима који стварају окружење погодно за криминал. Јозеф Флечер и Џон Глид су такође представили своја истраживања злочина и испољавања истог. Хенри Мејхју је користио емпиријске методе и етнографски прилаз да одреди социолошка питања и сиромаштво. Емил Диркем је видео злочин као неизбежан вид друштва, са неједнаком дистрибуцијом богатства и других разлика у друштву.
Диференцијално удружење (супкултура)
О злочину сазнајемо кроз удружења. Злочини могу наићи на одобравање и правдање само у изузетним околностима. Интеракција са антисоцијалним вршњацима је велики узрок злочина. Криминалистичко понашање ће се понављати и постати хронично уколико ојача. Када постоје криминалне супкултуре, многи појединци могу научити да чине злочин у групама, чиме би се стопа криминала на тим специфичним локацији могла повећати.

### Чикашка школа
Чикашка школа се јавља почетком двадесетог века, кроз рад Роберта Е. Парка, Ернеста Бургеса и других урбан-социолога са Универзитета у Чикагу. Парк и Бургс су идентификовали пет концентрисаних зона које често постоје када се градови развијају, укључујући и „ зону у транзицији", која је сматрана најнесталнијом и субјектом нереда. Хенри МекКеј и Клифорд Шо се 1940. година фокусирају на јувенилну делинквенцију, налазећи да се она испољава у зонама у транзицији.
Социолози Чикашке школе прихватају прилаз социјалне екологије за студирање градова и претпостављају да урбана насеља са високим нивоима сиромаштва често доживљавају слом у друштвеној структури и институцијама попут породице и школе. Ово доводи до друштвене деорганизације, која смањује способност ових институција да контролишу понашање и стварају се окружења погодна за девијантно понашање.
Друга истраживања су показала додатну социо-психолошку везу. Едвин Сатерленд сматра да људи науче злочине од старијих, искуснијих криминалаца, са којима би се могли повезати.
Теоријска перспектива коришћена у криминологији укључује психоанализу, функционализам, интеракционизам, марксизам, генетику, неуропсихологију итд.

### Социјално структуролошке теорије
Ова теорија се примењује на различитост прилаза унутар криминологије и унутар социологије уопштеније као теорије конфликта.
Социјална деорганизација (насеља)
Базира се на раду Хенрија Макеја и Клифорда Шоа из Чикашке школе. Ова теорија претпоставља да насеља пуна сиромаштва и економског лишавања теже искушавању високих стопа обрта становништва. Оваква насеља такође теже да имају високу хетерогеност популације. Са високим обртима, друштвена структура не може да се развије, што отежава стабилност друштва.
Социјална екологија
Од педесетих година двадесетог века, студије о социјалној екологији се надограђују на теорије о социјалној деорганизацији. Многа истраживања су показала да стопа криминала расте са сиромаштвом, нередима, великим бројем напуштених зграда и другим знацима погоршања заједнице. Како запослени људи и средња класа напуштају насеља, остају најугроженији делови друштва. Вилијам Џулијус Вилсон је предложио ефекат концентрације сиромаштва, који може проузроковати да насеља буду изолована од уобичајених друштва, чиме постају склона насиљу.
Теорија напора (теорија друштвеног напора)
Ову теорију развио је амерички социолог Роберт Мертон, који је наводио да су уобичајене културе, нарочито у САДу, засићене сновима о шанси, слободи и просперитету - Амерички сан. Већина људи ће поверовати у овај сан, који постаје снажан културолошки и психолошки мотиватор. Мертон је користио и термин расуло који се разликује од Диркемове идеје. Мертон види овај термин као дихтомију између онога што друштво очекује од својих становника и онога што ти становници заправо могу постићи. Даље, ако је социјална структура шанси неравноправна и спречава већину да оствари сан, појединци ће посегнути за илегалним средствима (злочином) како би остварили свој сан. Други ће се повући или ће упасти у девијантне супкултуре, попут банди.
Супкултуролошка теорија
Фокусира се на мале културолошке групе, удаљавајући се од уобичајеног и стварајући сопствене вредности и значења живота.
Алберт К. Коен повезује теорију расула са Фројдовом идејом о формацији реакције, наводећи да је делинквенција у нижој класи младих реакција против друштвених норми које намеће средња класа. Млади, нарочито они из сиромашнијих окружења, где су шансе повређене, могу усвојити друштвене норме, специфичне за она места која могу укључивати снагу и непоштовање ауторитета. Криминална дела су резултат покушаја младих да задовоље норме девијантне супкултуре.
Ричард Клоард и Лојд Олин наводе да је делинквенција резултат разлчитих могућности ниже класе младих. Они могу доћи у искушење да преузму криминалне активности, тако бирајући илегитимни пут који им обезбеђује веће економске користи од конвенционалних, уместо легалне опције попут минимално плаћеног посла који им је доступан.
Британски супкултуролошки теоретичари се више фокусирају на проблеме класа, где се нека криминална дела виде као „ имагинарна решења" проблема припадности нижој класи. Даље истраживање Чикашке школе гледа на банде и утицај интеракције вођа банди уз посматрање одраслих.
Теорије контроле
Још један прилаз направљен је од стране друштвене везе или теорије друштвене контроле. Уместо да се траже фактори који наводе људе да постану криминалци, ове теорије покушавају да објасне зашто људи не постају криминалци. Тревис Хирши је идентификовао четири основне карактеристике: везаност за друге, веровање у валидност моралних вредности, посвећеност постигнућу и укљученост у конвенционалне активности. Што више особа испољава ове карактеристике, то је мања могућност да постане криминалац. Хирши је допунио теорију с тврђењем да што маље самоконтроле особа има, то је већа могућност да постане криминалац.
Једноставан пример: неко жели велику јахту, али нема пара да је приушти. Ако особа не може да се контролише, можда ће посегнути за илегалним средствима да би добила оно што жели, док ће неко са јаком самоконтролом или чекати или негирати оно што жели или тражити интелигентно решење. Друштвене везе, вршњаци, родитељи и други, могу имати ефекта на нечију ниску самоконтролу. За породице са ниским социјал-економским статусом, фактор који раздваја породице са децом криминалцима од оних чија деца нису делинквенти је контрола наслеђена од родитеља.

### Симболички интеракционизам
Симболички интеракционизам се надовезује на феноменологију Едмунда Хусерла и Џорџа Херберта Мида, као и на супкултуролошке теорије и теорије конфликта. Ова школа мисли се фокусира на везу између моћне државе, медија и конзервативне владајуће елите и других мање моћних група. Моћне групе су могле постати „ значајни други" у процесима стварања значења мање моћних група. Први је у некој мери могао наметнути своје значење другом, тако да су могли да „ означе" младе мање делинквенте као криминалце; ови млади би често прихватили ознаку, упали још дубље у криминал и постали актери „ самоиспуњујућег пророчанства" моћних група. Ове теорије су даље развијали Хауард Бекер и Едвин Лемерт, средином 20. века.
Теорија означавања
Односи се на појединца који је означен. Хауард Бекер истражује до детаља. Оригинално долази из социологије, али се често користи у криминолошким испитивањима. Речено је да када је неко означен као криминалац, може или одбацити ознаку, или је прихватити и наставити да почињава злочине. Чак и они који првобитно одбаце ознаку, како она постаје познатија међу вршњацима појединаца, могу је на крају прихватити. Ова стигма може постати још дубља, када су ознаке о девијантности и сматра се да ова стигматизација може довести до проширења девијације. Клајн (1986) је спровео тест који је показао да је ова теорија утицала на неке младе криминалце, али не на све.

### Индивидуалне теорије
Теорија издајника
Са друге стране спектра, криминолог Лони Атенс развио је теорију да процес бруталности родитеља или вршњака у детињству резултује насилним злочинима у одраслом добу. Дело Ричарда Роудса Зашто убијају описује Атенсово посматрање кућног и друштвеног насиља у криминалчевој позадини. И Атенс и Роудс негирају постојање генетичке предиспозиције за вршење злочина.
Теорија рационалног избора
Базира се на утилитаристичкој, класичној школи Цезара Векарие, коју је популаризовао Џереми Бентам. Сматрају да је казна, уколико је оштра, брза и пропорционална злочину, превентива злочину који носи ризике, који преовлађују у односу на користи. Векариа прави разлику између злочина и греха и противи се смртној казни, као и мучењу и нехуманим третирањима, јер их сматра ирационалним.
Ову филозофију замењују Позитивна и Чикашка школа и не помиње се до седамдесетих година 20. века са писањима Џејмса Вилсона; Гери Бекер је 1965. назвао чланак Злочин и казна, а Џорџ Стиглер је 1970. објавио чланак Оптимална примена закона. Ова теорија објашњава да криминалци, као и други људи, мере однос ризика и добитка када одлучују да ли ће починити злочин и размишљају у економским смислу. Такође, покушаће да смање ризике размишљајући о времену, месту и другим факторима ситуације.
Гери Бекер признаје да многи људи раде под високим моралним и етничким ограничењима, али је и разматрао да криминалци рационално виде да корист злочина надмашује цену, као и могућност хапшења, осуде, казне и њихове тренутне могућности. Са становишта јавне политике, пошто је повећање казни јефтиније од повећања надзора, лако је закључити да је исплативије максимализовати казне, а минимализовати надзор.
Једна од главних разлика између ове и Бентамове теорије је што је Бентам сматрао да се злочин може потпуно искоренити, а Бекер је тврдио да је немогуће смањити стопу злочина испод неког нивоа. На пример, ако је 25% производа из супермаркета украдено, веома лако би било смањити ту стопу до 15%, прилично лако до 5%, тешко до 3% и скоро немогуће свести на нулу. Куповина надзора и заштита маркета би била превише скупа, па цена преовлађује у односу на корист. Ово показује да утилитаристички и класични либерализам морају да се натемпирају и смање очекивања на нека мало једноставнија, да би били практично употребљиви.
Такве теорије рационалног избора, повезане са неолиберализмом, су биле база превенције криминала кроз дизајн околине и потпора Прилазу смањења тржишта за лопове, од Мајка Сутона. Ово је систематичан алат за оне који желе да обрате пажњу на „ олакшавање злочина" уклањањем тржишта за украдену робу, које обезбеђује мотивацију лоповима да ту робу крађом набаве.
Теорија рутинске активности
Развијена од стране Маркуса Фелсона и Лоренса Коена, ослања се на теорије контроле и објашњава злочин у виду прилика за злочин које се догађају у свакодневном животу. Прилика за злочин тражи да елементи конвергирају временом и местом укључујући (1) мотивисаног злочинца, (2) одговарајућу мету или жртву, (3) недостатак способног заштитника. Заштитник на месту, на пример на улици, може бити неко обезбеђење или чак пешак који би сведочио злочину и можда се умешао или пријавио полицији. Ову теорију је допунио Џон Ек, који је додао четврти елемент „ менаџера места", на пример изнајмљивање некретнина менаџерима који могу предузети мере за нестанак напасника.

### Биосоциолошке теорије
Биосоциолошка криминологија је међудисциплинско поље које за циљ има да објасни злочин и антисоцијално понашање истражујући и биолошке факторе и факторе околине. Док је савремена криминологија била подређена социолошким теоријама, биосоциолошка теорија такође признаје и потенцијални допринос поља као што су генетика, неуропсихологија и еволуциона психологија.

### Марксистичка криминологија
Млади британски социолог је 1968. године створио удружење Конференција националне девијантности. Група је садржала само академске чланове и имала је 300 чланова. Ијан Тејлор, Пол Волтон и Џок Јанг (чланови удружења) су одбили претходна објашњења злочина и девијантности. Одлучили су да створе нови прилаз Марксистичке криминологије. Наводили су против биолошког позитивизма који су представљали Ломбросо, Ханс Ејсенк и Гордон Траслер.
Према оваквом виђењу злочина, пркос је нормалан - осећај да су људи свесно укључени...у обезбеђивање њихове различитости". Подржавали су друштво у којем чињеница да постоји разноликост, социјална или персонална, неће бити криминализована. Они су, даље, навели процес креирања злочина, не кроз генетику или психологију, већ кроз материјалне основе тог друштва.

## Типови и дефиниције злочина
И Класична и Позитивна школа узимају концензусни погледа на злочин - злочин је чин који нарушава основне вредности и веровања друштва. Те вредности и веровања се манифестују кроз законе за које се друштво залаже. Ипак, постоје две врсте злочина:
- Природни закони су укорењени у основним вредностима које деле многе културе. Природни закони штите од повређивања особа (убиство, силовање, напад) или власништва (пљачке, крађе) и формирају основе система општег права.
- Статуте доноси законодавни органи власти и они приказују тренутне културолошке праксе, иако неки закони могу бити контроверзни (закони који бране коришћење канабиса и коцкање). Марксистичка криминологија, Кофликтна криминологија и Критичка криминологија тврде да је већина веза између државе и становника без сагласности и зато закони о криминалу не морају обавезно представљати јавна веровања и жеље: примењени су у интересу владајуће класе.

Дакле, дефиниција злочина варира од места до места, у складу са културолошким нормама и обичајима, али могу се широко класификовати као злочини радничке класе, корпоративни злочини, организовани криминал, политички злочини, злочини јавног реда, државни криминал, државно-корпоративни криминал и банкарски криминал. Међутим, у савременој криминологији било је покрета који су желели да ограде либерални плурализам, културализам, постмодернизам увођењем универзалног термина „ штета" уместо правног термина „ злочин".

## Подтеме
Области студија о криминологији укључују:
- Компаративну криминологију, студија о феномену злочина кроз културе, са циљем да идентификује сличности и разлике у злочину[47]
- Превенција злочина
- Статистике злочина
- Криминалистичко понашање
- Криминалистичке каријере и одустајање
- Кућно насиље
- Девијантно понашање
- Процена агенција за злочиначку правду
- Страх од злочина
- Надзор интернационалних жртава криминала
- Јувенилна делинквенција
- Пенологија
- Социологија права
- Виктимологија